# 3975 Verdi
3975 Verdi è un asteroide della fascia principale. Scoperto nel 1982, presenta un'orbita caratterizzata da un semiasse maggiore pari a 2,8976789 UA e da un'eccentricità di 0,0539491, inclinata di 1,29198° rispetto all'eclittica.
L'astroide è dedicato a Giuseppe Verdi, celeberrimo compositore italiano.